# سعید پیوندی
سعید پیوندی جامعه‌شناس ایرانی و مدیر مرکز تحقیقاتی لیزک (LISEC-Lorraine) در دانشگاه لورن است.

## زندگی
پیوندی دورهٔ کارشناسی و کارشناسی ارشد جامعه‌شناسی را در دانشگاه تهران و دورهٔ دکتری جامعه‌شناسی آموزش و علوم تربیتی را در دانشگاه پاریس گذراند. او از سال ۱۹۹۲ تا ۱۹۹۷ پژوهشگر مرکز پژوهش‌های دانشجویی و از سال ۱۹۹۷ تا ۲۰۱۱ دانشیار دانشگاه پاریس ۸ بود. پیوندی از سال ۲۰۱۱ استاد دانشگاه لورن و عضو مرکز ملی تحقیقات دانشگاهی فرانسه است و مدیریتِ آکادمیک انستیتو علوم انسانی و اجتماعی (ایران آکادمیا) را بر عهده دارد.